# Liste der Biografien/Muk
Liste der Biografien |
Portal Biografien |
Personensuche
# |
A |
B |
C |
D |
E |
F |
G |
H |
I |
J |
K |
L |
M |
N |
O |
P |
Q |
R |
S |
T |
U |
V |
W |
X |
Y |
Z |
?
 
Ma |
Mb |
Mc |
Md |
Me |
Mf |
Mg |
Mh |
Mi |
Mj |
Mk |
Ml |
Mm |
Mn |
Mo |
Mp |
Mq |
Mr |
Ms |
Mt |
Mu |
Mv |
Mw |
Mx |
My |
Mz
 
Mua |
Mub |
Muc |
Mud |
Mue |
Muf |
Mug |
Muh |
Mui |
Muj |
Muk |
Mul |
Mum |
Mun |
Muo |
Mup |
Muq |
Mur |
Mus |
Mut |
Muu |
Muv |
Muw |
Mux |
Muy |
Muz
Die Liste der Biografien führt alle Personen auf, die in der deutschsprachigen Wikipedia einen Artikel haben. Dieses ist eine Teilliste mit 120 Einträgen von Personen, deren Namen mit den Buchstaben „Muk“ beginnt.

## Muk
- Muk, Petr (1965–2010), tschechischer Sänger und Musiker

### Muka
- Muka, Arnošt (1854–1932), sorbischer Sorabist, Sprachwissenschaftler, Volkskundler, Förderer der sorbischen KulturArnošt Muka (1854–1932)

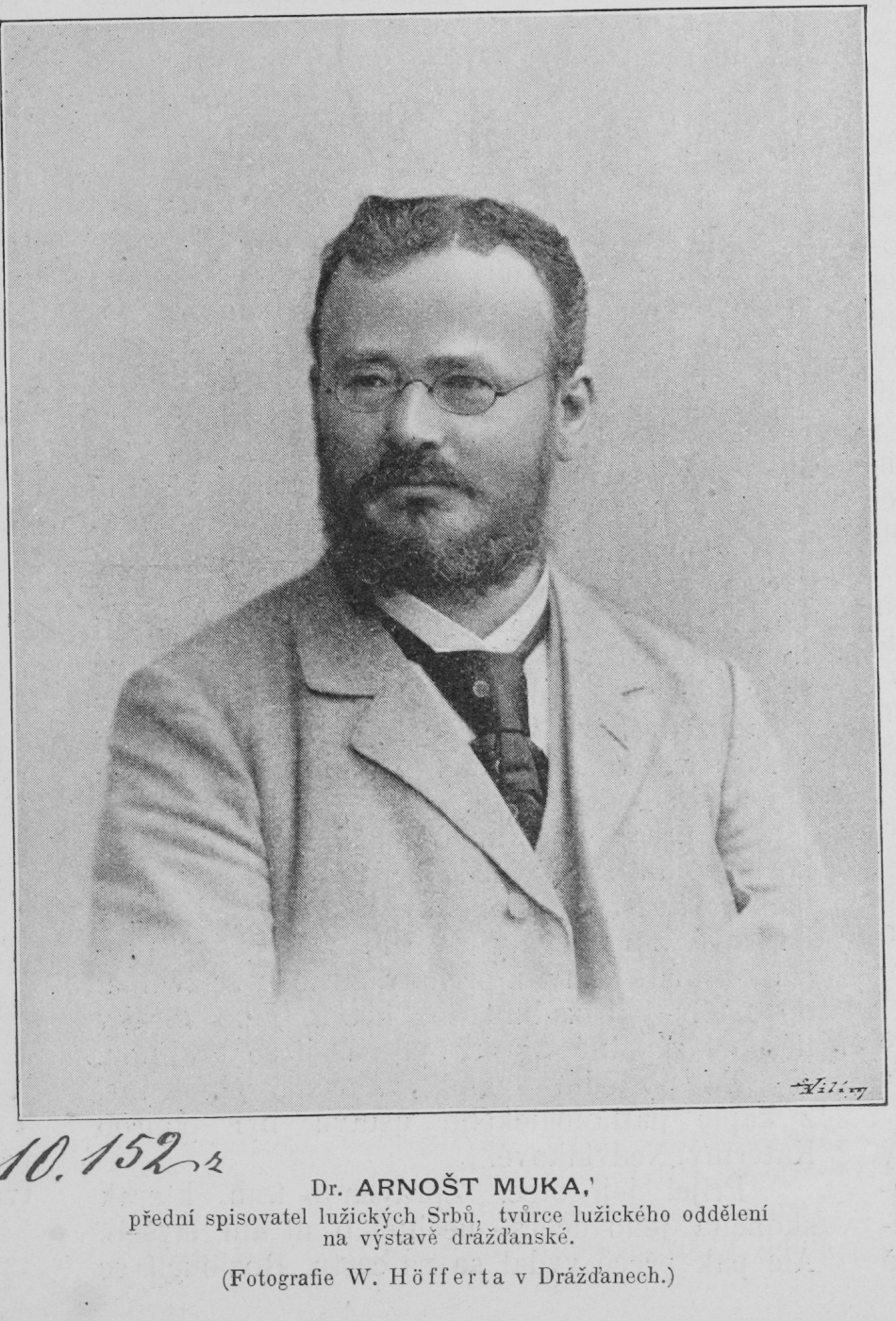
Arnošt Muka (1854–1932)

- Mukabalisa, Donatille (* 1960), ruandische Politikerin
- Mukaetova, Jasmina (* 1981), nordmazedonische Pop- und Turbo-Folk-Sängerin
- Mukai, Ayako (* 1984), japanische Biathletin
- Mukai, Chiaki (* 1952), japanische Astronautin
- Mukai, Genshō (1609–1677), japanischer Neo-Konfuzianer, Arzt und Botaniker (1609–1677)
- Mukai, Hayate (* 2003), japanischer Fußballspieler
- Mukai, Junkichi (1901–1995), japanischer Maler
- Mukai, Kyorai (1651–1704), japanischer Lyriker
- Mukai, Masaru (* 1949), japanischer Astronom
- Mukai, Natsumi, japanische Comiczeichnerin
- Mukai, Shigeharu (* 1949), japanischer Jazz-Posaunist
- Mukai, Shigeru (* 1953), japanischer Mathematiker
- Mukai, Shin’ichi (* 1985), japanischer Fußballspieler
- Mukai, Shōgen (1582–1641), japanischer Admiral
- Mukai, Shoichiro (* 1996), japanischer Judoka
- Mukai, Shūji (* 1939), japanischer Avantgarde-Künstler
- Mukai, Tadaharu (1885–1982), japanischer Unternehmer
- Mukaiya, Minoru (* 1956), japanischer Musiker
- Mukaiyama, Teruaki (1927–2018), japanischer Chemiker
- Mukakarangwa, Clotilde (* 1966), ruandische Politikerin
- Mukala, Jose (* 1948), indischer Geistlicher, emeritierter Bischof von Kohima
- Mukamedov, Temur (* 1988), usbekischer Straßenradrennfahrer
- Mukamel, Shaul (* 1948), israelisch-US-amerikanischer Chemiker
- Mukamurenzi, Marcianne (* 1959), ruandische Langstreckenläuferin
- Mukan, Wolodymyr (1987–2023), ukrainischer Philologe, Journalist und Soldat
- Mukandanga, Clémentine (* 1985), ruandische Langstreckenläuferin
- Mukanga, Paul Mambe (1929–2004), kongolesischer Geistlicher, Bischof von Kindu
- Mukanirwa Kadhoro, Désiré (1968–2020), kongolesischer anglikanischer Bischof von Goma
- Mukansanga, Salima (* 1988), ruandische Fußballschiedsrichterin
- Mukantabana, Rose (* 1961), ruandische Anwältin, Frauenrechtsaktivistin und Politikerin
- Mukantaganzwa, Domitilla (* 1964), ruandische Richterin
- Mukarker, Faten (* 1956), palästinensische Friedensaktivistin im WestjordanlandFaten Mukarker (* 1956)

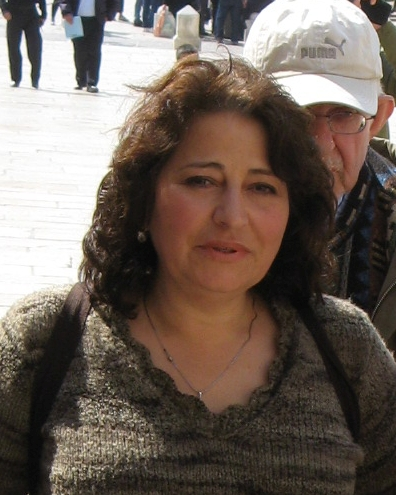
Faten Mukarker (* 1956)

- Mukarno, Philemon (* 1968), niederländischer Komponist
- Mukarovsky, Hans Günther (1922–1992), österreichischer Afrikanist
- Mukařovský, Jan (1891–1975), Literaturwissenschaftler
- Mukarram Ahmad, al- (1049–1086), Sohn des Dynastie-Begründers der Sulayhiden, Alī bin Muḥammad al-Ṣulayḥī
- Mukasa, Lawrence (* 1957), ugandischer Geistlicher, römisch-katholischer Bischof von Kasana-Luweero
- Mukasa, Samuel B. (* 1955), US-amerikanischer Geochemiker, Petrologe und Geologe
- Mukasa, Victor (* 1975), ugandischer Menschenrechtler
- Mukasa, Wilson Muruli (* 1952), ugandischer Politiker
- Mukasakindi, Claudette (* 1982), ruandische Langstreckenläuferin
- Mukasarasi, Godeliève (* 1959), ruandische Menschenrechts- und Frauenrechtsaktivistin
- Mukaschewa, Margarita (* 1986), kasachische Sprinterin
- Mukasey, Michael (* 1941), US-amerikanischer Jurist und Politiker
- Mukasonga, Scholastique (* 1956), ruandische Schriftstellerin
- Mukassei, Jelisaweta Iwanowna (1912–2009), sowjetische Nachrichtendienstlerin, Spionin der Sowjetunion
- Mukassei, Michail Isaakowitsch (1907–2008), sowjetischer Nachrichtendienstler, Spion der Sowjetunion
- Mukau, Ngal’ayel (* 2004), kongolesisch-belgischer Fußballspieler
- Mukazayire, Nelly (* 1982), ruandische Ökonomin und Politikerin

### Mukb
- Mukba, Enri Rauljewitsch (* 2005), russischer Fußballspieler

### Mukc
- Mukche, Daniel (* 1988), kenianischer Langstreckenläufer

### Mukd
- Mukdad, Wassim (* 1985), deutscher Oud-Spieler, Musiker, Komponist und Menschenrechtsaktivist mit syrischen Wurzeln
- Mukdise, Miguel († 2010), argentinischer Politiker und Unternehmer

### Muke
- Müke, Oswald (* 1935), deutscher Brauwissenschaftler
- Mukeng’a Kalond, Godefroid (* 1930), kongolesischer Ordensgeistlicher, emeritierter römisch-katholischer Erzbischof von Kananga
- Mukerji, Dev Dev (1903–1937), indischer Ichthyologe
- Mukerji, Nikil (* 1981), deutscher Philosoph
- Mukerji, Rani (* 1978), indische SchauspielerinRani Mukerji (* 1978)

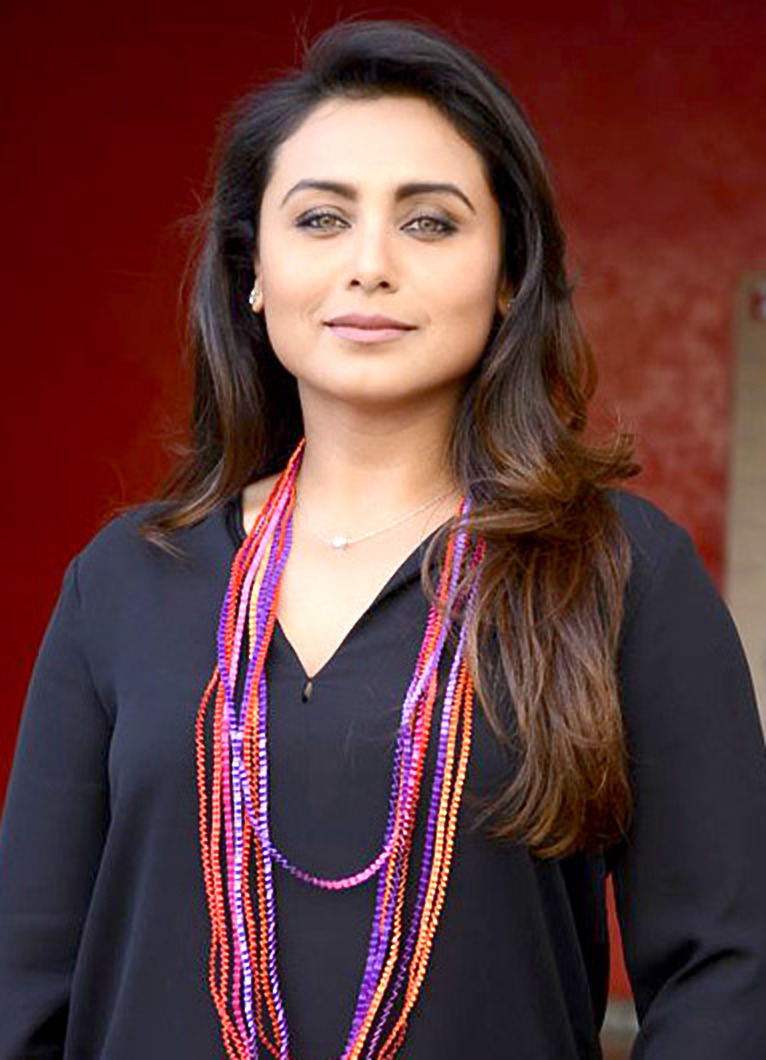
Rani Mukerji (* 1978)

- Mukerji, Sashadhar (1909–1990), indischer Filmproduzent des Hindi-Films
- Mukerji, Tanishaa (* 1978), indische Bollywoodschauspielerin
- Mukesh (1923–1976), indischer Playbacksänger des Hindi-Films
- Mukesh, Neil Nitin (* 1982), indischer Schauspieler, Produzent und Drehbuchautor

### Mukh
- Mukhaini, Ibrahim al- (* 1997), omanischer Fußballtorhüter
- Mukhala, Titus Kafunda (* 1993), sambischer Sprinter
- Mukhammad, Sharif (* 1990), russisch-afghanischer Fußballspieler
- Mukherjee, Bharati (1940–2017), indisch-US-amerikanische Schriftstellerin
- Mukherjee, Binode Behari (1904–1980), indischer Künstler und Professor
- Mukherjee, Gyan (1909–1957), indischer Drehbuchautor und Filmregisseur des Hindi-Films
- Mukherjee, Hrishikesh (1922–2006), indischer Filmregisseur, Filmeditor, Drehbuchautor und Filmproduzent
- Mukherjee, Joybrato (* 1973), deutscher Anglist und HochschulpolitikerJoybrato Mukherjee (* 1973)

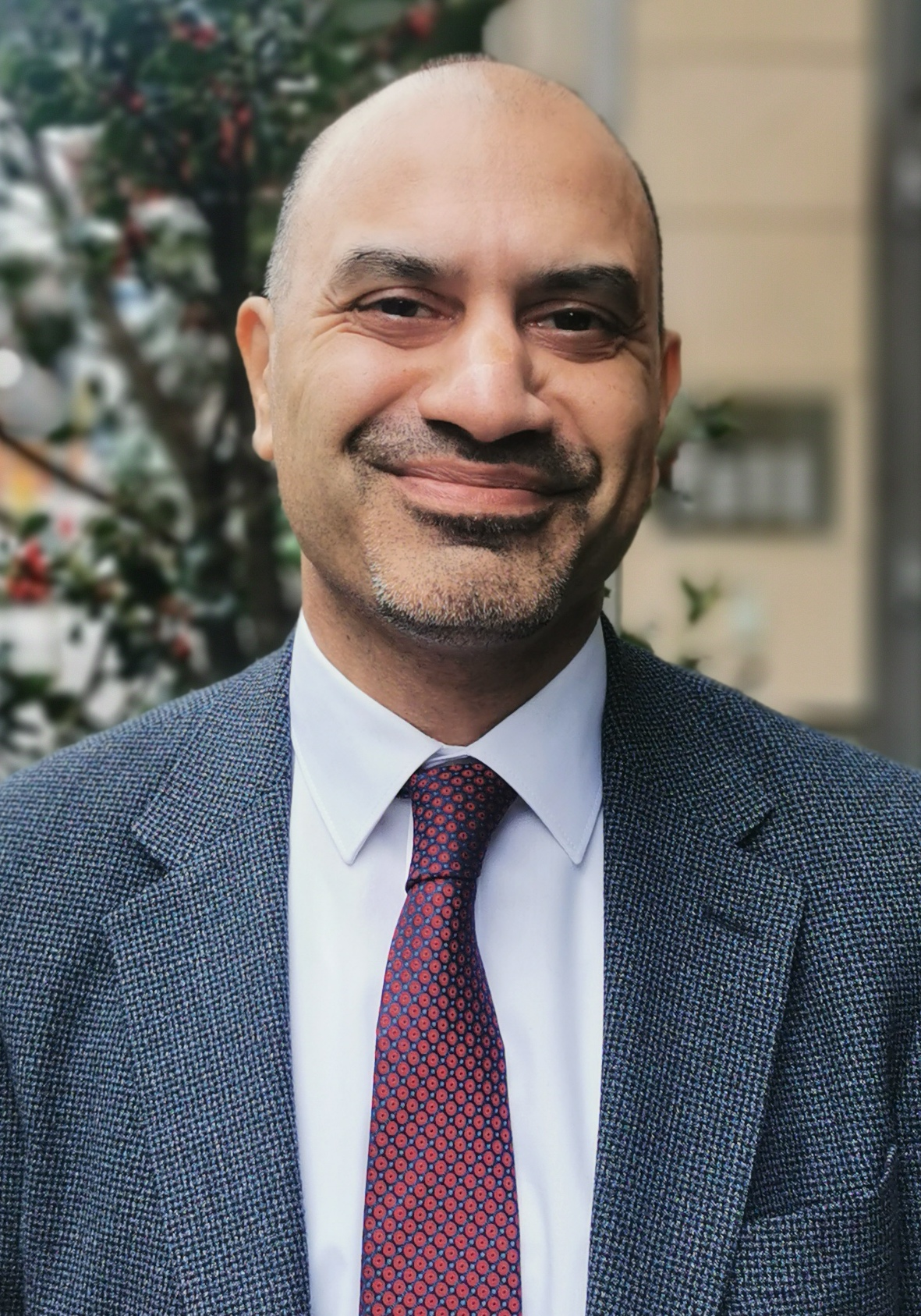
Joybrato Mukherjee (* 1973)

- Mukherjee, Neel (* 1970), indischer, in englischer Sprache schreibender Autor
- Mukherjee, Partha Sarathi, indischer Tablaspieler
- Mukherjee, Prabhat (1917–1997), indischer Schauspieler, Filmregisseur und Buchautor
- Mukherjee, Pranab (1935–2020), 13. Präsident Indiens
- Mukherjee, Ram (1933–2017), indischer Regisseur, Produzent und Drehbuchautor
- Mukherjee, Sayan (1971–2025), Mathematiker, Statistiker und Informatiker
- Mukherjee, Shomu (1943–2008), indischer Produzent und Regisseur des Hindi-Films
- Mukherjee, Siddhartha (* 1970), US-amerikanisch-indischer Arzt und Schriftsteller
- Mukherjee, Subodh (1921–2005), bengalischer indischer Filmproduzent und -regisseur des Hindi-Films
- Mukherjee, Syama Prasad (1901–1953), indischer Politiker
- Mukhobe, Wiseman (* 1997), kenianischer Hürdenläufer
- Mukhopadhyaya, Syamadas (1866–1937), indischer Mathematiker
- Mukhtar, Ahmad (1946–2020), pakistanischer Politiker
- Mukhtar, Al-Mahdi Ali (* 1992), katarischer Fußballspieler
- Mukhtar, Hany (* 1995), deutscher FußballspielerHany Mukhtar (* 1995)

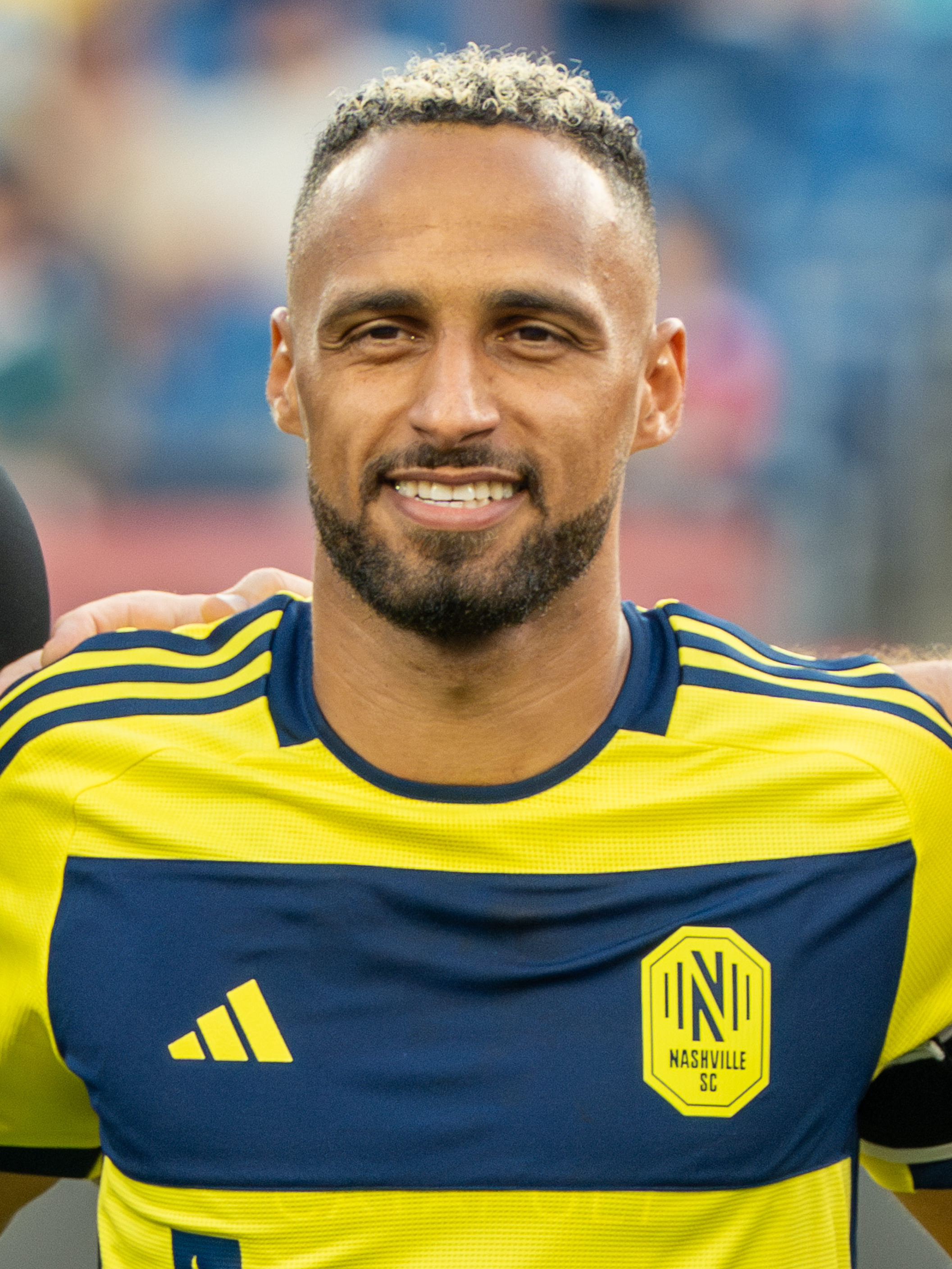
Hany Mukhtar (* 1995)

- Mukhtar, Mohamed Haji (* 1947), somalischer Historiker, Professor für Geschichte Afrikas und des Nahen Ostens
- Mukhundhan, Preity (* 2001), indische Schauspielerin

### Muki
- Muki, Sagi (* 1992), israelischer Judoka
- Mukiele, Nordi (* 1997), französischer FußballspielerNordi Mukiele (* 1997)

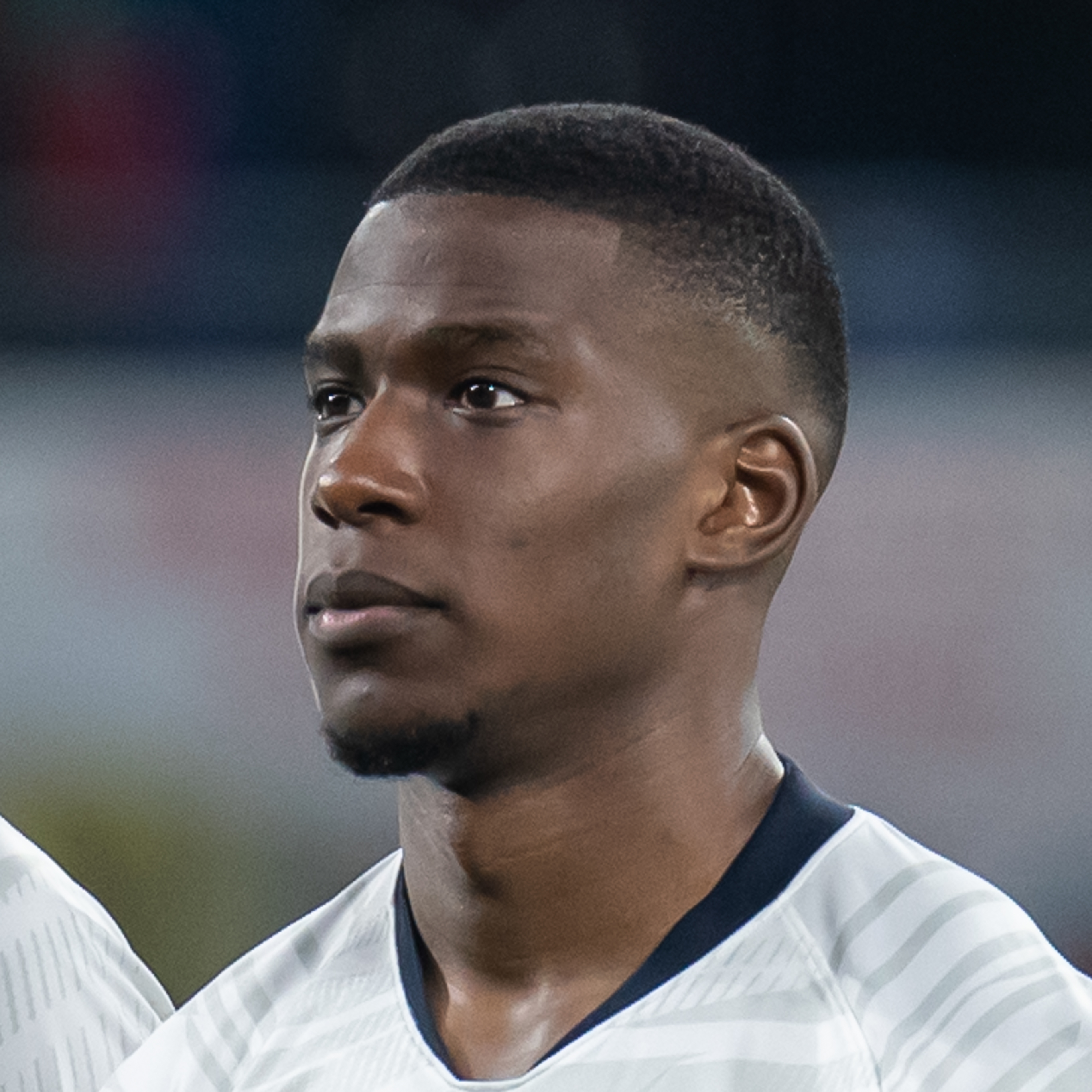
Nordi Mukiele (* 1997)

### Mukk
- Mukkuzhy, Lawrence (* 1951), indischer Geistlicher, römisch-katholischer Bischof von Belthangady

### Mukl
- Muklewitsch, Romuald Adamowitsch (1890–1938), Oberkommandierender der sowjetischen Seekriegsflotte
- Mukli, Gandi (* 1968), deutscher Schauspieler

### Muko
- Mukobwankawe, Liliane (* 1989), ruandischer Sitzvolleyball- und Sitzballspielerin
- Mukōda, Kuniko (1929–1981), japanische Schriftstellerin und Drehbuchautorin
- Mukōgawa, Sakurako (* 1992), japanische Skirennläuferin und Freestyle-Skierin
- Mukōjima, Mitsuru (* 1976), japanischer Fußballspieler
- Mukōjima, Tatsuru (* 1966), japanischer Fußballspieler
- Mukoko, Jestina, simbabwische Menschenrechtsaktivistin, Direktorin des Zimbabwe Peace Project
- Mukombe, Timothée Pirigisha (1920–2004), römisch-katholischer Geistlicher, Bischof von Kasongo
- Mukomberanwa, Nicholas (1940–2002), simbabwischer Bildhauer

### Mukr
- Mukriyani, Hemin († 1986), kurdisch-iranischer Journalist

### Muks
- Müksch, Daniel (* 1980), deutscher Sportjournalist, Buchautor und Podcaster

### Mukt
- Mukta Dutta Tomar (* 1961), indische Diplomatin
- Muktafi, al- (875–908), siebzehnte Kalif der Abbasiden
- Muktar, Abdelmalik (* 1996), äthiopischer Schwimmer

### Muku
- Mukuchyan, Iveta (* 1986), armenische Sängerin
- Mukuhara, Kenta (* 1989), japanischer Fußballspieler
- Mukumi, Nuron (* 1996), deutsch-usbekischer Pianist
- Mukun, Simon Kamama (* 1984), kenianischer Marathonläufer
- Mukundan, Anoop (* 1957), tansanischer Hockeyspieler
- Mukungubila Mutombo, Paul Joseph (* 1947), kongolesischer freievangelischer Pastor, Fernsehprediger
- Mukuta, Thierry (* 1989), kongolesischer Fußballspieler

### Mukw
- Mukwanga, Eridadi (1943–1998), ugandischer Boxer
- Mukwasa, Esther (* 1996), sambische Fußballspielerin
- Mukwaya, Joseph (1930–2008), ugandischer Geistlicher, Bischof von Kiyinda-Mityana
- Mukwege, Denis (* 1955), kongolesischer (Demokratische Republik Kongo) Gründer und Betreiber des Panzi-Hospitals in BukavuDenis Mukwege (* 1955)

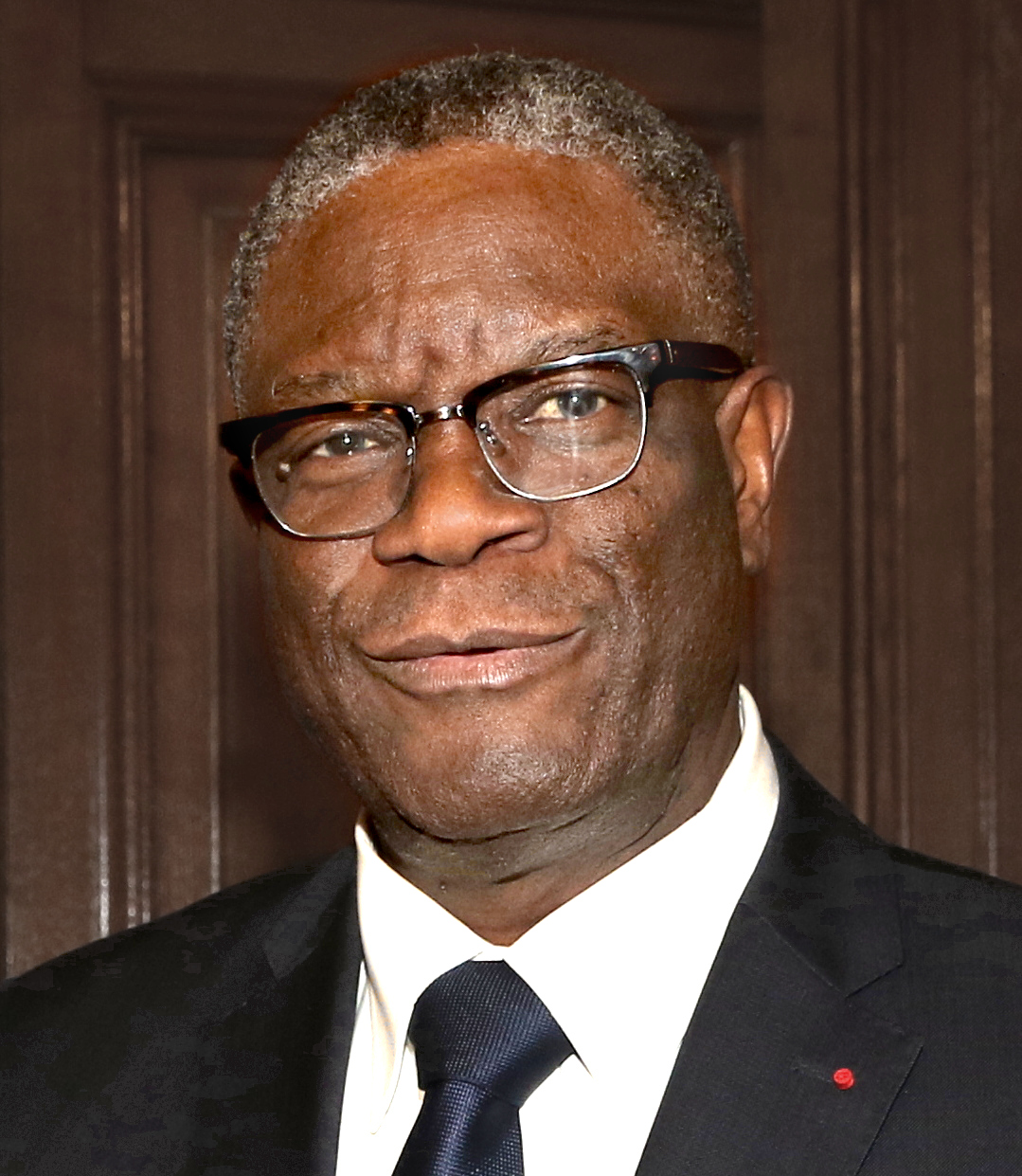
Denis Mukwege (* 1955)

- Mukwiilongo, Epafras, namibischer Politiker der NEFF
- Mukwiilongo, Nangolo (1924–2017), namibischer Politiker und Regionalgouverneur